# Rufus (Oregon)
Rufus è una città degli Stati Uniti d'America situata nell'Oregon, nella Contea di Sherman.